# Hans-Joachim Schütz
Hans-Joachim Schütz (* 10. Mai 1948 in Salzburg) ist ein österreichischer Rechtswissenschaftler.

## Leben
Von 1966 bis 1970 studierte Schütz Rechts- und Staatswissenschaften und Politikwissenschaft an der Universität Salzburg und von 1972 bis 1973 am Institut für Internationales Recht und Europarecht, Universität Kopenhagen, 1973 am Institut für Europarecht an der Universität Leiden sowie am Centre for Studies and Research in International Law and International Relations of the Hague Academy of International Law, Friedenspalast Den Haag.
Von 1993 bis 2013 lehrte er als Professor (C4) für Öffentliches Recht, Europarecht, Völkerrecht und Internationale Beziehungen an der Universität Rostock. Er war dort zudem von 1993 bis 2004 Direktor des Ostseeinstituts für Seerecht und Umweltrecht, ab 1994 Direktor des Instituts für Internationales Recht, von 2002 bis 2004 Dekan der Juristischen Fakultät und von 2006 bis 2007 Vorsitzender des Akademischen Senats. 1996 war er Gastprofessor an der Universität Lettlands in Riga und ab 2000 Auswärtiges Mitglied (Associate) am dortigen Centre for European and Transition Studies. Von 1999 bis 2000 war er Fellow-in-Residence am Netherlands Institute of Advanced Study in the Humanities and Social Sciences (NIAS) in Wassenaar und von 1996 bis 2004 Visiting Fellow am Europäischen Hochschulinstitut, Florenz.
Darüber hinaus ist Schütz Mitglied der Deutschen Gesellschaft für Internationales Recht (bis 2011 Deutsche Gesellschaft für Völkerrecht), der American Society of International Law, der Deutschen Vereinigung für Internationales Recht (d. i. die deutsche Landesgruppe der International Law Association), der Gesellschaft für Rechtsvergleichung sowie beim Österreichischen Völkerrechtstag.
Als seine Lehr- und Forschungsgebiete nennt der Catalogus Professorum Rostochiensium: „Europäische Verfassungsordnung und Zivilgesellschaft, deutsches und ausländisches Verfassungsrecht, Verfassungsvergleichung; Recht der Selbstverwaltung, Kommunalrecht; Medienrecht, Recht der internationalen Wirtschaft; Recht der Friedenssicherung und Kriegsverhütung und humanitäres Völkerrecht des bewaffneten internationalen Konfliktes“.

## Schriften (Auswahl)
- Militärische vertrauensbildende Maßnahmen aus völkerrechtlicher Sicht. Berlin 1984, ISBN 3-428-05564-0.
- mit Thomas Bruha und Doris König: Casebook Europarecht. München 2004, ISBN 3-406-52222-X.
- mit Claus Dieter Classen (Hg.): Landesrecht Mecklenburg-Vorpommern. Studienbuch. Baden-Baden 2014, ISBN 3-8487-0274-6.

## Belege
1. ↑  Eintrag von Hans-Joachim Schütz im Catalogus Professorum Rostochiensium, abgerufen am 22. Juni 2024.

| Personendaten    | Personendaten                                                         |
| ---------------- | --------------------------------------------------------------------- |
| NAME             | Schütz, Hans-Joachim                                                  |
| KURZBESCHREIBUNG | österreichischer Verfassungsjurist, Richter am Verfassungsgerichtshof |
| GEBURTSDATUM     | 10. Mai 1948                                                          |
| GEBURTSORT       | Salzburg                                                              |